# 143622 Robertbloch
A 143622 Robertbloch (ideiglenes jelöléssel 2003 HG) a Naprendszer kisbolygóövében található aszteroida. M. Ory fedezte fel 2003. április 22-én.